# جيم مايرز (مدير فني)
جيم مايرز (بالإنجليزية: Jim Myers)‏ هو مدير فني أمريكي، ولد في 12 نوفمبر 1921 في ماديسون في الولايات المتحدة، وتوفي في 17 يوليو 2014 في دالاس في الولايات المتحدة.